# 尸气
尸气指尸体腐烂的时候所发出来的气体，在人死亡后，体内的细菌就会开始从内部分解人的肉体，同时释放大量含有极微弱毒性的腐败气体，而当腐败臭气排出体外时，就形成了尸臭现象。由于人死之后缺乏氧气,细胞就会发生自身溶解并且导致组织自溶,同时尸体内的细菌与尸外的细菌会一起在尸体内外急剧繁殖,并分泌大量的分解有机物(如蛋白质等)的酶,然后引起尸体腐败。腐败过程中亦会产生大量的气体,来挤压全身的组织和内脏器官,使全身肿胀,张口、伸舌、眼球突出。

## 其他意义
尸气也可以指僵尸身上的气息，如果被感染上尸气可能会中毒而昏厥。或感染尸气的尸毒可能会尸变成僵尸。